# Włośnica (choroba)

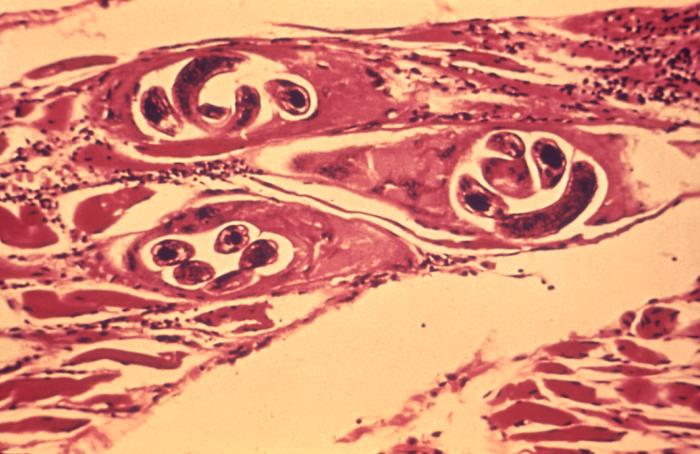
Larwy włośnia w tzw. komórkach odżywczych w mięśniach poprzecznie prążkowanych.

Włośnica, trychinoza, trichinelloza (łac. trichinosis, trichinellosis) – ciężka choroba pasożytnicza, spowodowana zarażeniem człowieka lub zwierzęcia nicieniem z rodzaju Trichinella, w Polsce najczęściej spowodowana jest włośniem krętym (Trichinella spiralis).

## Etiologia

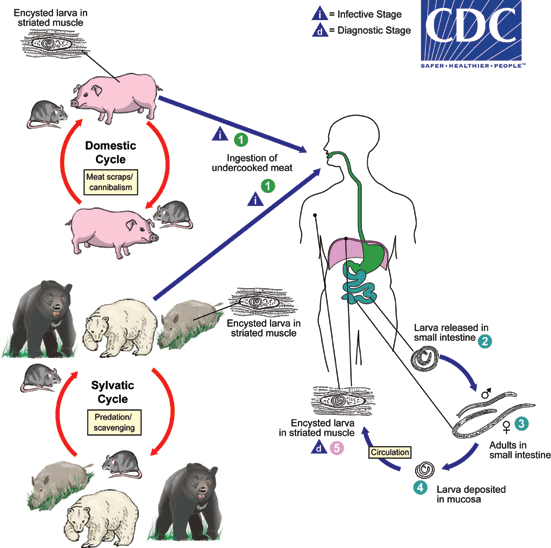
Cykl życiowy włośnia krętego.

Do zarażenia dochodzi przez zjedzenie zarażonego mięsa. Odpowiednio długie gotowanie mięsa lub właściwa obróbka termiczna chroni przed zarażeniem. Nie jest możliwe zarażenie od chorej osoby. Larwy włośnia osiągają u człowieka dojrzałość w jelicie cienkim, samice rodzą żywe larwy, które drogą krwionośną trafiają do mięśni, gdzie ulegają otorbieniu (powstają cysty) i z czasem zwapnieniu.

## Objawy i przebieg
Objawy uzależnione są od stopnia inwazji i charakteryzują się m.in. wysoką gorączką, bolesnością mięśni, bólami brzucha, biegunką i charakterystycznym dla ludzi obrzękiem twarzy (reakcja alergiczna). We krwi stwierdza się wysoką leukocytozę i eozynofilię. Choroba może być śmiertelna.
Możliwe są ciężkie powikłania: zapalenie mięśnia sercowego (myocarditis), zapalenie płuc (pneumonia), zapalenie mózgu (encephalitis).

## Leczenie
Lekiem z wyboru jest mebendazol (300 mg p.o. 3 x dziennie przez 3 dni, następnie 500 mg 3 x dziennie przez 10 dni). Lekiem drugiego rzutu jest albendazol (400 mg p.o. 2 x dziennie przez 10-14 dni). Zaleca się nie stosować albendazolu w I trymestrze ciąży, a jeżeli jest to możliwe, nie stosować go u ciężarnych w ogóle. Antyhelmintyki można podawać łącznie z prednizonem w celu ograniczania objawów (dawka stopniowo zmniejszana po upływie 3-5 dni).

## Zapobieganie
Sposoby zapobiegania włośnicy:
- niejedzenie mięsa niebadanego,
- badanie trichinoskopowe metodą kompresorową (obecnie coraz rzadziej stosowane, dopuszczone tylko przy uboju na użytek własny),
- badanie trichinoskopowe metodą wytrawiania (znacznie dokładniejsza od kompresorowej, obowiązkowa przy produkcji przemysłowej i badaniu dziczyzny),
- pełna likwidacja tuszek mięsnych, w których stwierdzono larwy włośnia,
- zamrażanie mięsa (długotrwałe lub krótkotrwałe w zależności od temperatury)[1],
- staranne gotowanie, smażenie lub wędzenie mięsa (długotrwałe lub krótkotrwałe w zależności od temperatury)[1],
- naświetlanie promieniowaniem X,
- skuteczne likwidowanie wszelkich możliwych źródeł i ogniw zakażenia.